# Séverni (Kusxóvskaia)
|  | Per a altres significats, vegeu «Séverni». |

Séverni - Северный (rus) és un possiólok del krai de Krasnodar, a Rússia. És a 13 km al nord de Kusxóvskaia i a 187 km al nord de Krasnodar. Pertany a l'stanitsa de Kusxóvskaia.